# Операції британських командос за часів Другої світової війни
Операції британських командос за часів Другої світової війни (англ. British Commando operations during the Second World War) — серія спеціальних операцій, у переважній більшості рейдових дій на території окупованої Німеччиною Західної Європи з метою ведення розвідки, організації диверсій і зриву операцій Вермахту, що проводилися особовим складом британських командос протягом червня 1940—1944 років.

## Історія

### 1940
24 червня 1940 року була проведена перша військова операція під кодовою назвою операція «Коллар», яка, по суті, не була операцією командос, котрі тільки перебували у стадії становлення та формування. Для її проведення залучили 11-ту особливу окрему роту, яка здійснила рейд на французьке узбережжя в районі Па-де-Кале. 115 командос, поділені на 4 штурмові групи, під загальним керівництвом майора Ронні Тода, здійснили розвідувальний рейд з моря з метою виявлення позицій німецьких військ на французькому узбережжі на південь від Булонь-сюр-Мер і Ле-Туке-Парі-Плаж. Операція мала незначний ефект й ще менший результат, було вбито 2 німецьких солдати, британці мали одного пораненого — підполковника Дадлі Кларка, що діяв з командос, як спостерігач від вищого штабу.
У ніч з 14 на 15 липня 1940 був проведений наступний рейд — операція «Амбасадор». Бойова група «H» No. 3 Commando (40 чоловік) на чолі з підполковником Дж. Дарнфорд-Слейтером та 11-та окрема рота (100 осіб) під командуванням майора Тода здійснила висадку на узбережжя окупованого британського острову Гернсі. У наслідок помилки висадка пройшла невдало. Одна десантна група висадилася на берег у хибному місці — рівень води з головою покривав командос, друга група взагалі висадилася з десантно-висадочних засобів в незапланованому місці. До того ж, розвідка помилилася з розвідувальними даними про об'єкт — за попередньою інформацією рейдовий загін мав знищити казарми з німецькими військами, але насправді бараки були порожні. У сутичці з німцями командос втратили одного військового загиблим, ще 3 чоловіка потрапили у полон. Більш того, через приплив човни віднесло від берегової лінії, й командос довелося плити в море, щоб дістатися їх. Тому, в цілому операція пройшла абсолютно невдало та безрезультатно. Жодна з поставлених задач не була досягнута: шкоди ворогу заподіяно не було, тільки перерізали в одному місці телефонний кабель; в полон нікого не захопили та не вбили жодного німця. Розвідка спрацювала казна як, усі їх дані та висновки були помилковими. Більш того, якість підготовки операції та її реалізації викликали забагато запитань. Більшість оснащення та спорядження виявилася непридатна для такого роду діяльності, компаси не працювали, мотори на човнах не запускалися у потрібний час та безліч інших дрібниць, що нарешті призвели до краху операції «Амбасадор».
З політичної точки зору, ця операція викликала неабиякий резонанс. В.Черчилль був розлючений через «комічність» проведення рейду й був серйозно налаштований на розпуск командос Протягом кількох місяців доля підрозділів спеціального призначення висіла на павутинці, але потім, після глибокого аналізу та зроблених висновків та змін, командос знову приступили до проведення визначених завдань.

### 1941
Після тривалого періоду підготовки та тренувань, у лютому 1941 року, рейдова група полковника Роберта Лейкока була направлена до східного Середземномор'я для підтримки дій сухопутних військ на цьому театрі війни. Оперативне угруповання командос, яке згодом отримало умовну назву «Лейфорс», комплектувалося з різних підрозділів, як-то бойова група «A» No. 3 Commando, окремі підрозділи No. 7, No. 8 (гвардійський) та No. 11 (шотландський).
4 березня 1941 року силами No. 3 та No. 4 був проведений наступний рейд командос на Західноєвропейському театрі війни. Це була перша масштабна рейдова операція з території Британських островів з метою нападу на окуповані німцями норвезькі Лофотенські острови. Операція «Клеймор» проводилася із залученням компоненту від Королівського ВМФ. Командос, у кількості більше за 500 чоловік діючи спільно з норвезькими військовиками, успішно висадилися на практично беззахисні Лофотенські острови, де знищили або вивели з ладу значні промислові потужності з вироблення рибної олії, парафіну, паливо-мастильних матеріалів, потопили 11 німецьких суден загальною водотоннажністю 18 000 тонн. У полон було взято 228 німецьких військових та цивільних фахівців-колаборантів Квінслінга, а також 314 добровольців-норвежців. Але найзначнішим досягненням було захоплення німецької шифрувальної машини Енігма з кодами на озброєному траулері «Кребс». Британці зазнали одну втрату: офіцер випадково поранив себе з револьвера під час проведення операції.
Тим часом, у Північній Африці, у зв'язку з висадкою на континент Африканського корпусу генерала Е.Роммеля, формування «Лейфорс» розпочало проведення розвідувальних та рейдових дій на шляхах комунікацій італійсько-німецьких військ. 12 квітня група полковника Лейкока зосередилася в Александрії, звідкіля через три доби вирушило в рейд на Бардію та Бомбу. Й хоча рейди не ознаменувалися значним успіхом, поява в глибокому тилу військ Осі ворожих десантів, спонукала їх до посилення охорони тилу; відповідно частка моторизованих підрозділів була знята з основних напрямків наступу та передислокована на охорону комунікаційних вузлів та важливих об'єктів.
У травні 1941 спецпідрозділ генерал-майора Р.Лейкока був кинутий на посилення британського військового компоненту на грецький острів Крит. Основним завданням зведеного угруповання було проведення активних рейдових дій на шляхах комунікацій противника, або в разі погіршення обстановки — забезпечення відходу союзних військ на південь острову для евакуації. Буквально відразу, керівництво зрозуміло, що легкоозброєні командос були не в змозі ефективно сприяти контрнаступу британських військ, й тому їх кинули на прикриття союзних частин, що відступали на південне узбережжя до морських портів. Не маючи, ані мінометів, ані артилерії, ані іншої важкої зброї, командос мужньо билися в ар'єргарді своїх військ, але вони не могли дієво протистояти противникові. До 31 травня 1941 евакуація британських, австралійських, новозеландських та грецьких компонентів з острову була практично завершена. Основна частина підрозділів командос, в умовах браку найнеобхіднішего, навіть води, відступила до Сфакії. Врешті-решт, усі вони опинилися в німецькому полоні. Близько 600 з 800 командос «Лейфорс», що висадилися на острів, або загинули, зникли безвісти чи стали військовополоненими. Тільки 179 бійців спромоглися вибратися із захопленого Криту, серед них командир генерал Лейкок.
У червні 1941 союзники розпочали операцію «Експортер» — вторгнення військ Британської Співдружності до Лівану та Сирії, що перебували під контролем вішістської Франції. У контексті проведення операції No. 11 шотландський загін виконуючи завдання щодо захоплення переправи через річку Літані, втратив у бою майже чверть свого особового складу — 120 командос.
У липні 1941 через значні втрати в особовому складі командос на Криті та при проведенні операцій на Півночі Африки і Близькому Сході, оперативна група «Лейфорс» зіткнулася із серйозними проблемами через недоукомплектованість та неможливість отримання поповнення. Рейд на Бардію також виявив багато недоліків та непідготовленість підрозділів спеціального призначення до такого роду дій, а також те, що переважна більшість британського генералітету не до кінця розуміла концептуальні основи застосування цього унікального роду військ й зазвичай використовувала їх, як звичайну легку піхоту. Тому, незабаром було ухвалене рішення розпустити «Лейфорс». Значна кількість командос повернулася до своїх полків, решта залишилася на Близькому Сході й вже невдовзі з них почалося формування ескадронів Спеціальної повітряної служби та Спеціальної човнової служби.
У ніч з 30 на 31 серпня 1941 No. 5 провела операцію «Есід Дроп» — подвійну рейдову операцію з розвідувальною метою на узбережжя Франції поблизу Ардело і Мерлімон. У цілому операція пройшла невдало й командос провели на березі 30 хвилин, не встигши реалізувати замисел завдання.
У листопаді шотландський загін No. 11 взяв участь у операції «Фліппер», метою якої була синхронна атака німецького штабу поблизу Ель-Бейди, італійського штабу в Кирені, розвідувального центру в Аполлонії та низки вузлів зв'язку італійсько-німецьких військ на території північної Лівії. Водночас, найголовнішою задачею рейдової операції була спроба знищити німецького генерала Ервіна Роммеля. Шляхом проведення такої комплексної операції з багатьма складовими британці намагалися повністю дезорганізувати систему управління противника перед початком операції «Крусейдер». Попри амбіційних планів союзників, операція «Фліппер» у цілому не увінчалася успіхом, більшість нападів пройшли невдало й не досягли визначеної мети. У ході цих боїв підполковник Джоффрі Чарльз Кіз був удостоєний посмертно хреста Вікторії.

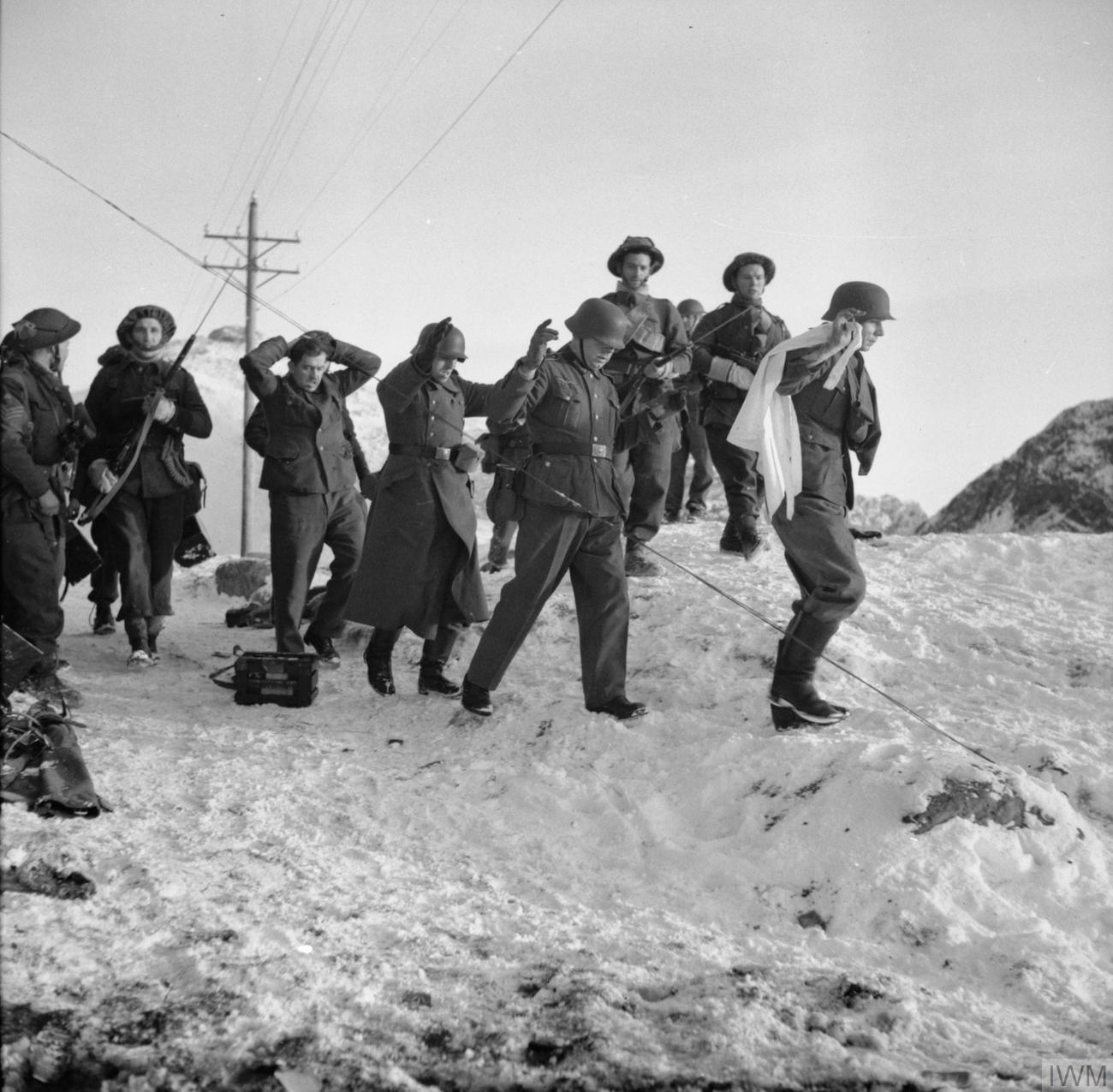
Командос зі складу 1-ї бригади спеціальної служби ведуть захоплених у полон німецьких солдатів. Операція «Арчері». Норвегія. 27 грудня 1941

У грудні британські командос провели два рейди на узбережжя Норвегії; 26 грудня 1941 No. 12 Commando атакувала Лофотенські острови за планом операції «Анкліт» за підтримки 22 кораблів та суден трьох флотів. У той час німецькі військовики переважно святкували наступне свято після Різдва — День подарунків. Протягом двох діб оперативна група флоту та командос утримували низку важливих об'єктів на островах, зокрема вивели з ладу 2 ворожі радіостанції та потопили декілька суден.
Однак, попри великі сили, що залучалися для виконання цього рейду, операція «Анкліт» була відтяжним маневром перед значно важливішим нападом на норвезький острів Вогсей у Согн-ог-Ф'юране. Для проведення операції «Арчері» британський штаб об'єднаних операцій залучив значну кількість флоту й зведений загін командос з No. 2, 3, 4 та 6 підрозділів загальною кількістю 570 вояків. З повітря рейд підтримувала ударна група бомбардувальників та винищувачів-бомбардувальників Королівських ВПС.
27 грудня це угруповання завдало удару по тамтешньому німецькому гарнізонові, промислових об'єктах, складах та сховищах. Вояки затопили 8 німецьких кораблів. Через успішне проведення цієї операції Гітлер наказав значно посилити угруповання Вермахту в Норвегії, й ОКВ надіслав додатково ще 30 000 військ для формувань берегової оборони та гарнізонів окупованих міст. До того ж, у Норвегію були перекинуті значні сили Крігсмаріне, зокрема декілька великих бойових кораблів.

### 1942
У січні 1942 No. 62 Commando здійснив зухвалий рейд на морський порт Санта-Ізабель нейтральної Іспанії на острові Фернандо-По в іспанській Гвінеї, де захопили італійський лайнер Duchessa d'Aosta і німецькі танкер Bibundi з буксиром Likomba.
У березні загін No. 2, посилений фахівцями-підривниками із загонів 1, 3, 4, 5, 6, 9 та 12 очолив основну ударну групу при проведенні одної з найславетніших операцій в історії військ спеціального призначення — операції «Колісниця», або, так званий рейд на морський порт Сен-Назер.
Списаний британський есмінець «Кемпбелтаун» був начинений 4,25 тоннами вибухівки (в трюмі були зацементовані 24 глибинні бомби «Mark VII»), рухаючись поздовж атлантичного узбережжя Франції, у супроводі 18 кораблів забезпечення та підтримки, приховано підійшов до морського порту Сен-Назер і далі з розгону врізався у ворота потужного Нормандського сухого доку. У цей час, скориставшись рейвахом, що виник на місці події, командос сміливими діями вивели з ладу значну кількість об'єктів морського порту. Через 8 годин, встановлений на сповільнене підривання вибуховий пристрій, вибухнув, вщент зруйнувавши обладнання доку, вбивши 360 німецьких солдатів, й унеможливив його відновлення до кінця світової війни. У цій операції взяв участь 241 командос, 64 з них загинули в боях з противником чи зникли безвісти; ще 109 — потрапили у полон. Два командос, серед п'яти нагороджених за цей рейд, підполковник Огастес Чарльз Ньюмен та сержант Томас Дюрран, отримали вищу нагороду — Хрест Вікторії. Ще 80 командос були відзначені за сміливість та відвагу іншими нагородами.
У квітні No. 4 Commando за підтримки 50 військовиків з канадського Карлетонського та Йоркського полку й Королівських інженерів, узяли участь у проведенні операції «Аберкромбі» — невеликий рейд на французьке місто Нефшатель. Головним завданням операції було ведення розвідки боєм, захоплення полоненого, знищення та виведення з ладу об'єктів берегової оборони і батареї прожекторів німців. Через відсутність значної кількості противника та помилкові дані розвідки операція пройшла в цілому безрезультатно. Група з 12 чоловік, що мала вивести з ладу прожектори берегової оборони, повернулася, не виконавши завдання. Одночасно проводилися випробування новітнього десантно-висадочного засобу LCA — різновиду десантного катера Королівського військово-морського флоту Великої Британії.

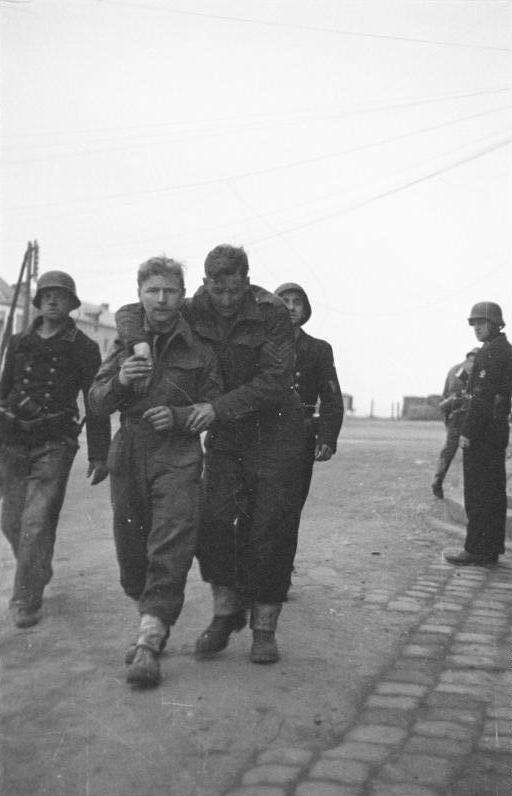
Німецькі солдати супроводжують британських командос, захоплених під час операції «Ювілей». Дьєпп. Франція. 19 серпня 1942

19 серпня 1942 британські командос взяли найактивнішу участь у наступному великому рейді — цього разу на морський порт у Дьєппі. Основною ударною силою десантного угруповання була канадська 2-га піхотна дивізія, яку підтримували загони No. 3 та No. 4 Commando. Головним завдання 3-го загону була нейтралізація німецької берегової артилерійської батареї поблизу Берневаль-ле-Гран, яка становила серйозну загрозу морському десантові. Однак, під час висадки десантно-висадочні засоби зіткнулися з конвоєм, який супроводжували німецькі швидкісні торпедні катери типу S-Boot. У наслідок раптової торпедної атаки німецькі торпедники потопили декілька десантних катерів та вивели з ладу канонерський човен типу SGB «Грей Оул». Тільки декілька командос дісталися берегу, де на них чекав «гарячий» прийом сполошених німців, й лише 18 змогли прорватися до берегової батареї та вступити з нею в бій. Зв'язавши їх вогневою стріляниною, командос позбавили обслугу берегових гармат вести прицільний вогонь по десантних засобах, що наближалися до французького узбережжя.
Тим часом, друга група командос вступила у сутичку з артилерійською батареєю у Варанжвіль-сюр-Мер. Переважна більшість No. 4 Commando вдало виконала завдання та повернулася до бази. Капітан Патрік Портус був нагороджений за бойові заслуги у цьому рейді хрестом Вікторії.

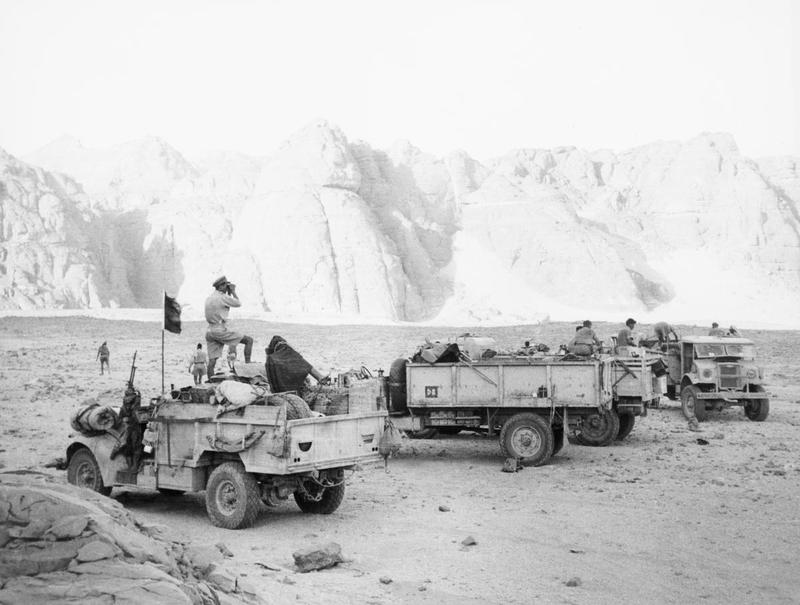
Британські командос зі складу групи пустельної глибинної розвідки «B» на автомобілях у гірського підніжжя в пустелі поблизу Тобрука. Операція «Егрімент». Вересень 1942

У вересні командос No. 2 Commando взяли участь в операції «Мушкетон» — спеціальна операція з метою атаки на Гломфіордську гідроелектричну електростанцію, що знаходилася у середній Норвегії. Висадка десанту здійснювалася з підводного човна. Раптовим та стрімким нальотом командос знищили трубопроводи, турбини, з'єднувальні шахти та розподільчі щити інфраструктури станції, через що алюмінієвий завод, що живився від цієї станції, був зупинений й до кінця війни у стрій не увійшов.
При проведенні операції один командос загинув, ще сім були захоплені у полон. Нетривалий час їх утримували в німецькому замку Колдіц, звідки перевели до концтабору у Заксенгаузені. Незабаром у відповідності до таємного наказу Гітлера, так званого нім. Kommandobefehl, про страту усіх захоплених у полон десантників та командос, 7 учасників операції були розстріляні 23 жовтня 1942.
Ще три члена штурмової групи спромоглися відірватися від погоні та дістатися Швеції, через яку незабаром вони досягли Британії й повернулися до строю свого підрозділу.
У листопаді 1942, в контексті підготовки до вторгнення союзних військ до Північної Африки загони No. 1 і No. 6 Commando готувалися до висадки на африканське узбережжя. Обидва підрозділи увійшли до складу Східної оперативної групи під командуванням генерал-лейтенанта Кеннета Андерсона, що мусила висаджуватися поблизу Алжиру. Однак, з огляду на непрості стосунки між британськими та французькими вояками через події 1940 року, зокрема через напад на Мерс-ель-Кебір, навіть відкриту ворожнечу, командування британського компоненту ухвалило рішення переодягнути своїх командос в американську військову форму та озброїти американською зброєю.

### 1943
У лютому-березні 1943 року зведений підрозділ спеціального призначення взяв найактивнішу участь в операціях на півночі Африки; під час Туніської кампанії вони билися в боях за Седжінан. Обидва загони командос (No. 1 і No. 6 Commando) перебували на театрі дій до квітня 1943, доки не було віддано наказ на виведення їх з боїв та згодом розформувати.

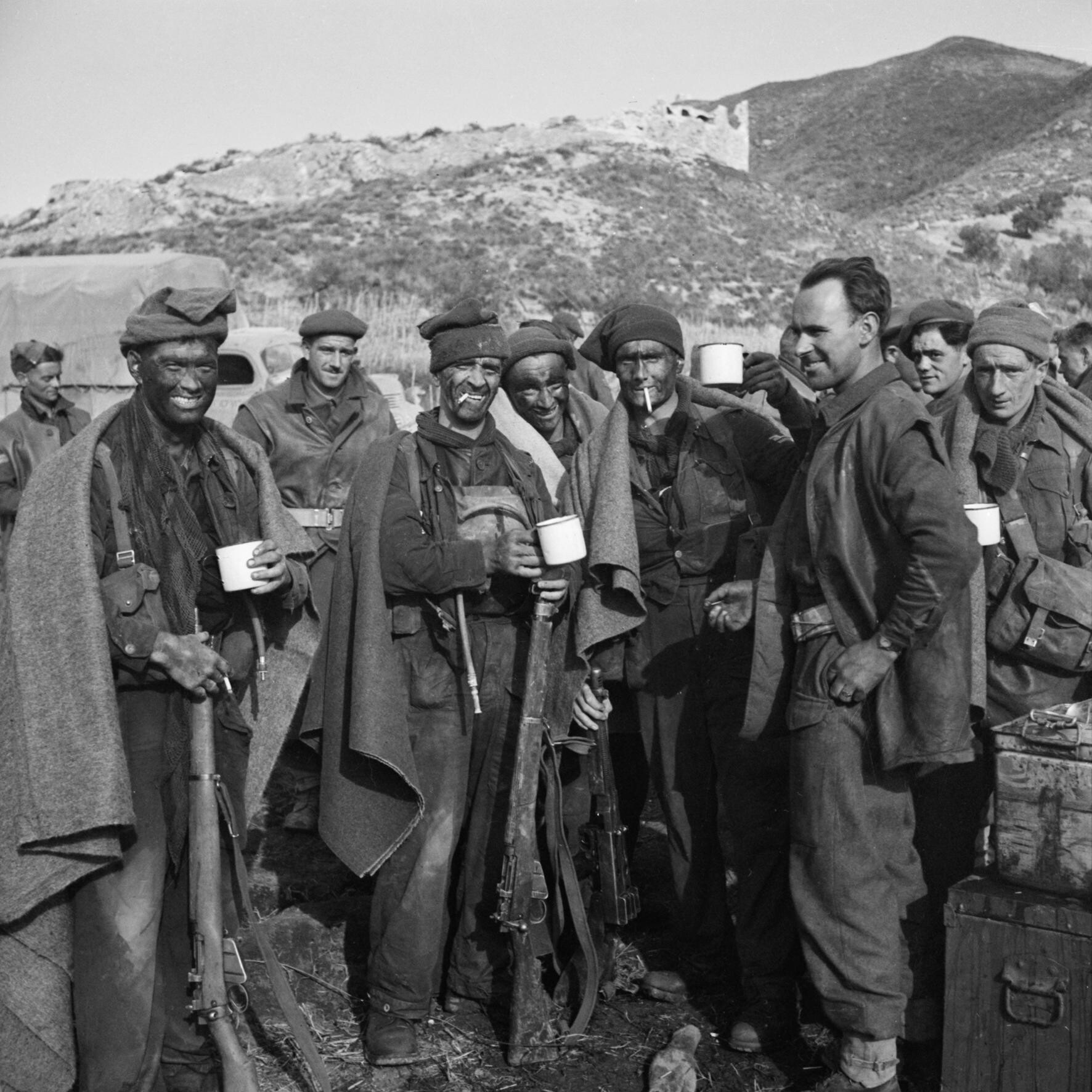
Командос зі складу загону No. 9 після повернення з операції «Партрідж». Район Гарільяно, Італія. 30 грудня 1943

На півночі Європи, в Норвегії, протягом лютого-березня 1943 року підрозділи командос (бойові групи No. 5 (норвезька) загону No. 10, разом із загонами No. 12 та No. 14 (арктичний) командос), діючи з військової бази Лервік на Шетландських островах на швидкісних торпедних катерах типу MTB, провели низку невеликих за масштабом спеціальних рейдових операцій на норвезькому узбережжі: «Карчун» на місто Лейрвік, «Бренді» на місто Флуре, «Крекерс» на Согне-фіорд, «Раундебаут» та тощо.
У квітні 1943 року сім командос зі складу загону No. 14 здійснювали за планом операції «Чекмейт» рейд на німецькі суднобудівельні промислові об'єкти в Гаугесунні на півдні окупованої Норвегії. Використовуючи магнітні міни, британці потопили декілька ворожих суден, але були захоплені у полон, й після нетривалого перебування в концентраційному таборі Заксенгаузен та Бельзен були страчені.
У травні бригада спеціальної служби, що мала у своєму складі загони No. 2, No. 3, No. 40 та No. 41 передислокована до Північної Африки, де приступила до підготовки до вторгнення на Сицилію. 10 липня група командос Спеціальної повітряної служби висадилася на південному мисі острову, маючи завдання захопити та утримати маяк та прилеглу територію узбережжя. Однак, через відсутність противника, акція пройшла без жодного пострілу.
Решта підрозділів командос брала найактивнішу участь у низці операцій під час висадки морського десанту на Сицилію, та у подальшому, при веденні бойових дій за опанування важливими об'єктами та районами.
Розпочинаючи з вересня 1943 й до моменту вторгнення у червні 1944, штаб об'єднаних операцій започаткував проведення серії маломасштабних розвідувально-диверсійних операцій на узбережжя Франції, Бельгії та Голландії. Операції під кодовими назвами «Хардтек» та «Тарбраш» проводилися силами французьких підрозділів командос з загону No. 10 і головною метою було вивчення прибережної смуги оборони на вірогідних напрямках вторгнення союзних військ по всьому західному узбережжю Європи. Під час однієї з операцій група британських командос на чолі з лейтенантом Джорджем Лейном була захоплена та командир потрапив на допит до генерал-фельдмаршала Е.Роммеля. Дж. Лейн вірив, що його не стратили, лише через те, що він мав нагоду зустрітися з відомими німецьким воєначальником й можливо, це вплинуло на його та його товаришів долю.
Загалом британцями було проведене 14 такого роду рейдових операцій, під час яких 12 командос загинуло чи зникли безвісти. До речі, окрім висадки морем, британське командування залучало командос для доставки на територію Франції шляхом десантування з повітря.
У листопаді бойові групи No. 4 (бельгійська) та No. 6 (польська) прибули на посилення 2-ї бригади спеціальної служби до Італії. Особливо відзначилися в боях в Італії польські вояки, що проявили відвагу та мужність у низці сутичок з німецькими військами.
Наприкінці року бойова група No. 2 (голландська) загону No. 10 прибула до Південно-Східної Азії, де приєдналася до No. 44 та No. 5, що вели бої проти японських окупантів у Бірмі. Одна з рот командос стала основою для формування підрозділів спеціального призначення, так званих «Шиндітів», що вели активні бойові дії за лінією фронту, здійснюючи постійні атаки на тилові об'єкти японських військ та їх комунікації. Перша спроба вести операції партизанськими методами була реалізована ще у лютому 1943, проте її результати були досить скоромні. Водночас, партизанська тактика дій у джунглях наочно продемонструвала свої переваги на цьому театрі дій, й керівництво британської та індійської армій розпочало приділяти їй величезну увагу та формувати відповідні частини. До речі, командос плідно співпрацювали з американськими «мародерами Меррілла» — підрозділами спеціального призначення американської армії, що активно застосовували аналогічну тактику партизанських та рейдових дій по тилах ворога.

### 1944
6 червня 1944 року з початком масштабного вторгнення союзних військ до континентальної Європи, 1-ша бригада спеціальної служби (No. 3, No. 4, No. 6 та No. 45 загони командос) висадилася в секторі «Квін Ред» на плацдармі «Сорд». No. 4 Commando, посилений 1-ю та 8-ю бойовими групами французьких командос зі складу No. 10, після висадки діяв на лівому фланзі сил вторгнення й у наслідок ситуації, що склалася, протягом двох місяців вів запеклі бої у своєму секторі оборони.

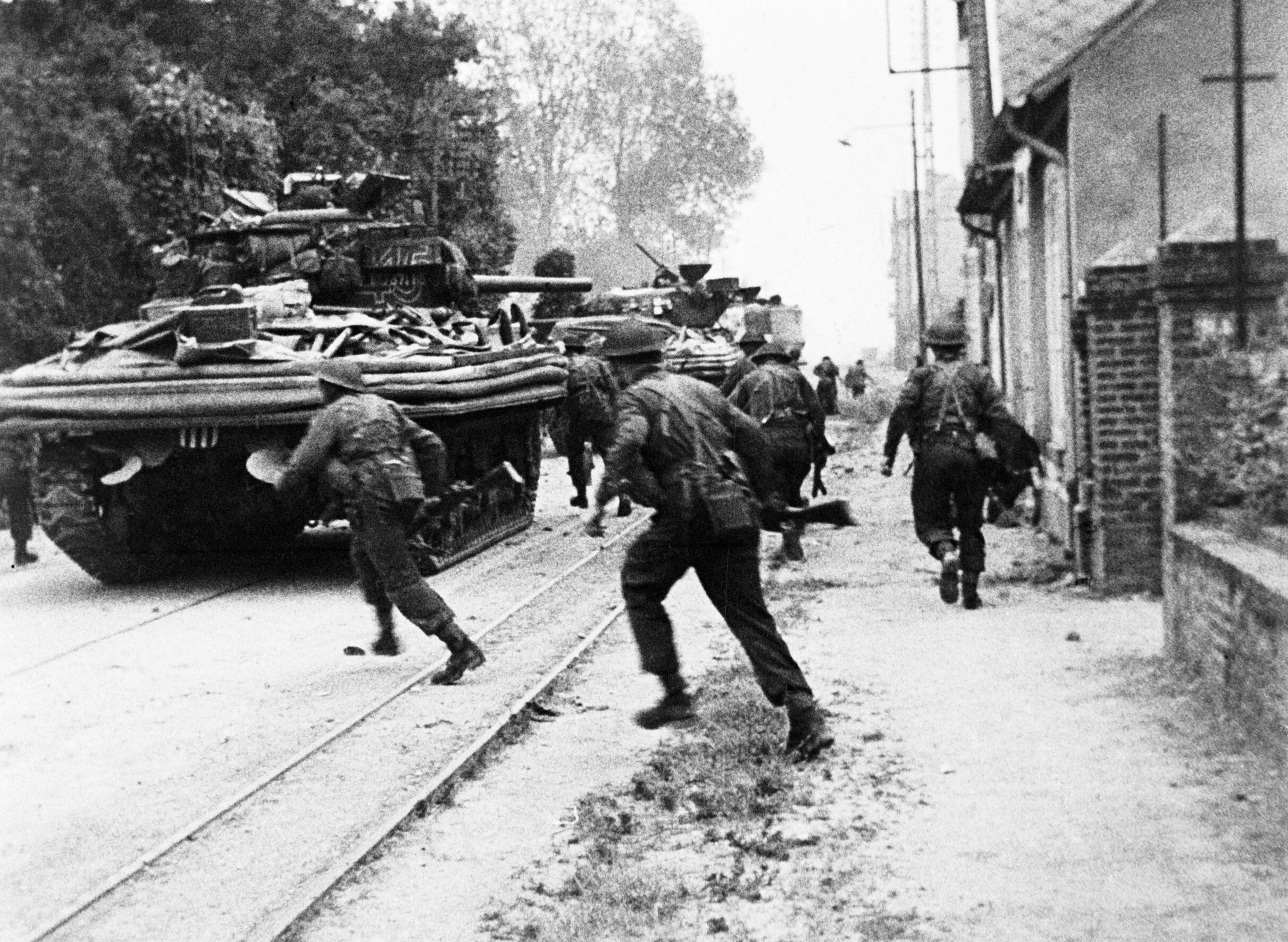
Британські командос зі складу загону No. 4 ведуть вуличний бій під прикриттям плаваючих танків Sherman DD у місті Уїстреам. плацдарм «Сорд». 6 червня 1944

No. 41 Commando (4-та бригада спеціальної служби) висаджувався з 29 000 морського десанту на правому фланзі цього ж плацдарму. No. 48 Commando входив до складу оперативної групи з 21 400 чоловік, що здійснювала висадку з моря на плацдарм «Джуно», між Сент-Обен-сюр-Мер і Курсель-сюр-Мер. Два інші підрозділи 4-ї бригади спеціальної служби також висаджувалися разом з десантом на нормандський берег. Загін No. 46 також штурмував цей плацдарм, але цьому підрозділу дісталося надскладне завдання — прорватися крізь прибережні скелі на лівому березі річки Орн та знищити німецьку берегову батарею. Водночас, No. 47 діяв у складі сил на західному фланзі плацдарму «Голд» й брав участь у штурмі Пор-ан-Бессен-Юппен
У листопаді з початком битви на Шельді британські командос 4-ї бригади спеціальної служби та No. 41 Commando брали участь у висадці морського десанту на голландському острові Валхерен. Штурм німецьких позицій здійснювався одночасно з двох напрямків: командос висаджувалися з моря, водночас 2-га канадська та 52-га британська піхотні дивізії атакували із суходолу по насипах та дамбах. No. 4 Commando висадився на плацдармі біля Вліссінгена, а No. 41 та 48 поблизу Весткапелле. У другому ешелоні сил морського десанту йшов 47-й загін командос. Протягом тижня на острові тривали затяті бої з німецькими військами, але нарешті британсько-канадські війська опанували Валхерен, захопивши у полон близько 2 900 військовополонених солдатів Вермахту.

### 1945
1 квітня 1945 2-га бригада у повному складі разом з No. 2, 9, 40 та 43 під командуванням підполковника Ронні Тода в операції «Роаст» в бухті Комаккьо на північному сході Італії. З початком масштабного наступу союзних військ на півночі країни, командос вели затяті бої з противником, примушуючи його відступити за річку По й своїми діями забезпечуючи фланг 8-ї британської армії.

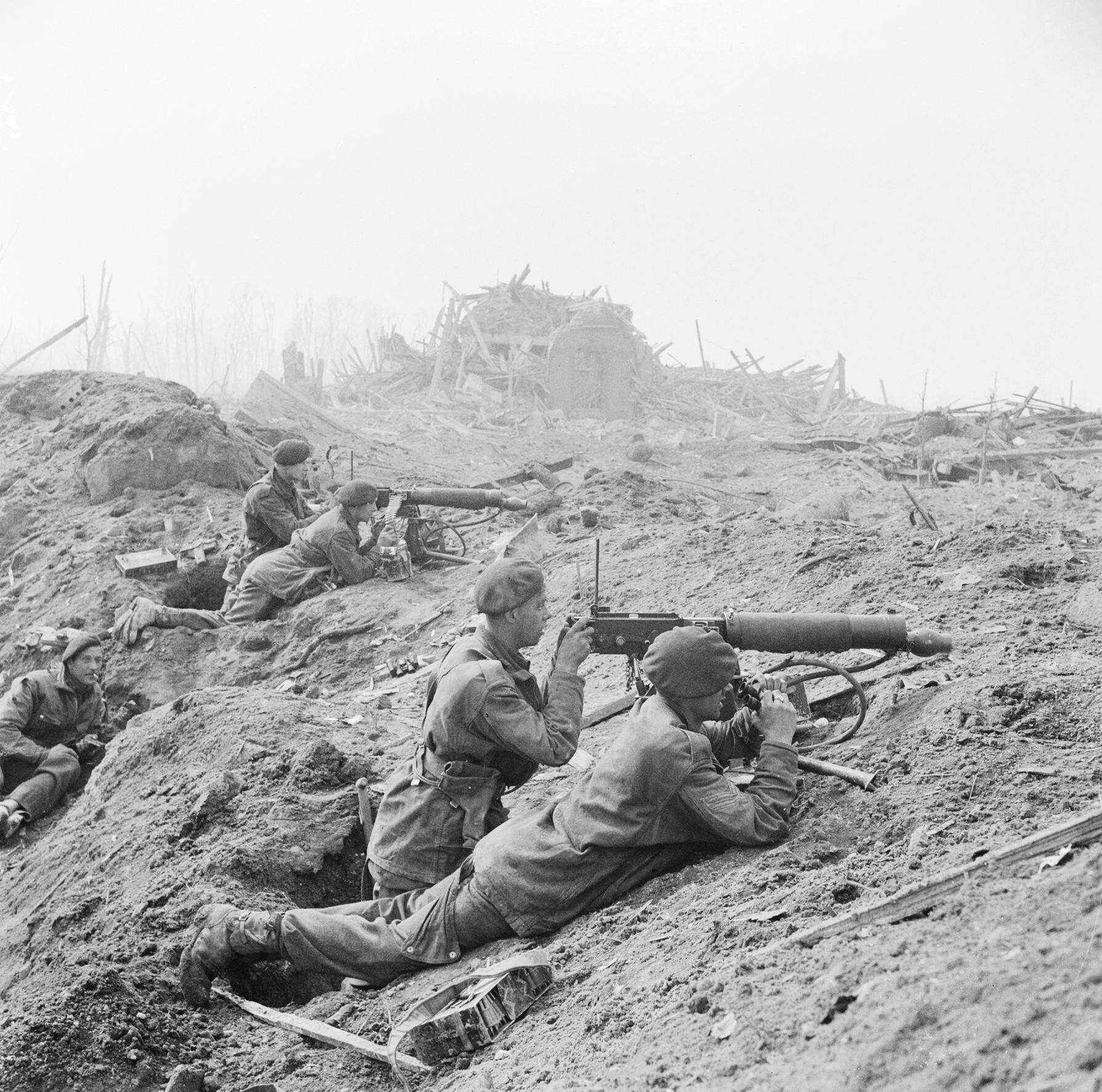
Командос з кулеметами «Віккерс» на околицях німецького міста Везель. 1945

Британські командос у ході битви знищили три піхотні батальйони, два артилерійські підрозділи та кулеметну роту Вермахту. Вояки захопили 946 німецьких солдатів у полон, а також 20 польових гармат й значну кількість мінометів, реактивних установок противника.
За проявлений героїзм та мужність два командос майор Андерс Лассен (Спеціальна повітряна служба) та капрал Томас Пек Хантер (No. 43 морської піхоти) були посмертно удостоєні найвищої нагороди Британської імперії — Хреста Вікторії.